# Giovanni Battista Scotti
Giovanni Battista Scotti (1776 – San Pietroburgo, 1830) è stato un pittore e decoratore italiano naturalizzato russo.

## Biografia

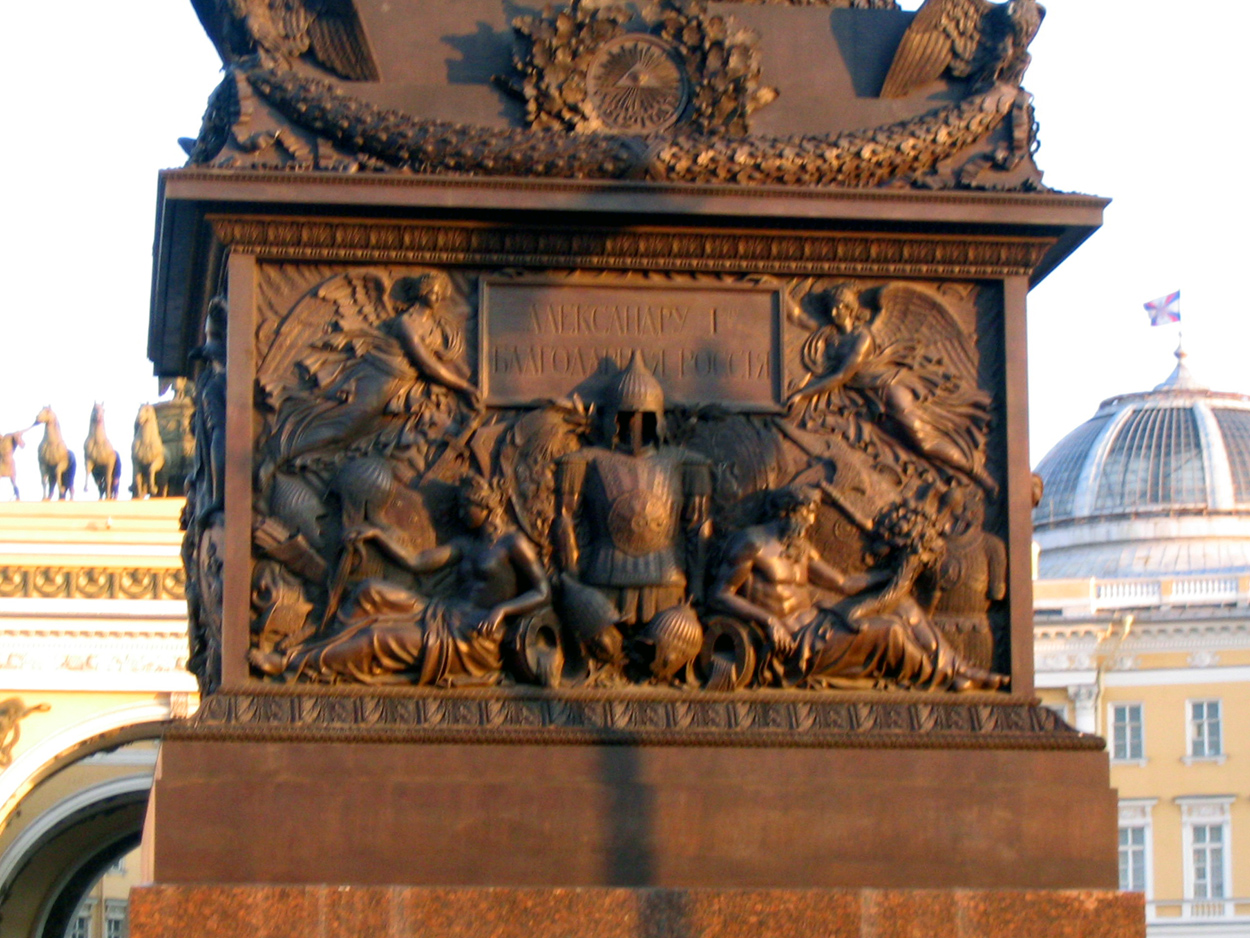
Bassorilievi di Giovanni Battista Scotti sul basamento della Colonna di Alessandro.

Il luogo di nascita non è noto, ma con ogni probabilità nacque in una località dell'Impero austro-ungarico, dove il padre Carlo, proveniente da Laino in provincia di Como, esercitava la professione di pittore. All'età di dieci anni il padre lo portò con sé a San Pietroburgo. Rimase in Russia fino alla morte, mantenendo sempre la cittadinanza austro-ungarica. 
A San Pietroburgo, all'epoca capitale dell'immenso Impero russo, svolse un'intensa attività di pittore e decoratore, in stile neoclassico, in numerosi palazzi della città, tra i quali il Palazzo di Tauride, il Palazzo di Elagin, il Palazzo Michailovskij, il Palazzo d'Inverno e il Palazzo dell'Ammiragliato
Tra le sue opere più note vi sono i bassorilievi che ornano il basamento della colossale Colonna di Alessandro, nella Piazza del Palazzo di San Pietroburgo. Rappresentano allegorie di vittorie militari ottenute dallo zar Alessandro I contro Napoleone Bonaparte.